# Ectenessa melanicornis
Ectenessa melanicornis là một loài bọ cánh cứng trong họ Cerambycidae.